# Schochenhof
Schochenhof, auch Schochen genannt, ist ein Gemeindeteil des oberschwäbischen Marktes Ottobeuren im Landkreis Unterallgäu.

## Geographie
Die Einöde Schochenhof liegt etwa vier Kilometer südöstlich von Ottobeuren. Der Ort ist über die Kreisstraße MN 31 mit dem Hauptort verbunden.

## Geschichte
Durch Vereinödung ist Schochenhof 1776 entstanden. Schochenhof gehörte zur Gemeinde Betzisried und wurde mit dieser im Zuge der Gebietsreform in Bayern am 1. Januar 1972 in den Markt Ottobeuren eingegliedert. Bei der Volkszählung 1961 hatte der Ort acht Einwohner und war, wie heute, eine Einöde mit einem Gehöft. 